# Sa Font Celada
Sa Font Celada (auch: sa Font Salada) ist eine kleine Bucht mit einem Sandstrand im Nordosten der Baleareninsel Mallorca. Sie befindet sich 8 Kilometer nördlich der Kleinstadt Artà.

## Lage und Beschreibung

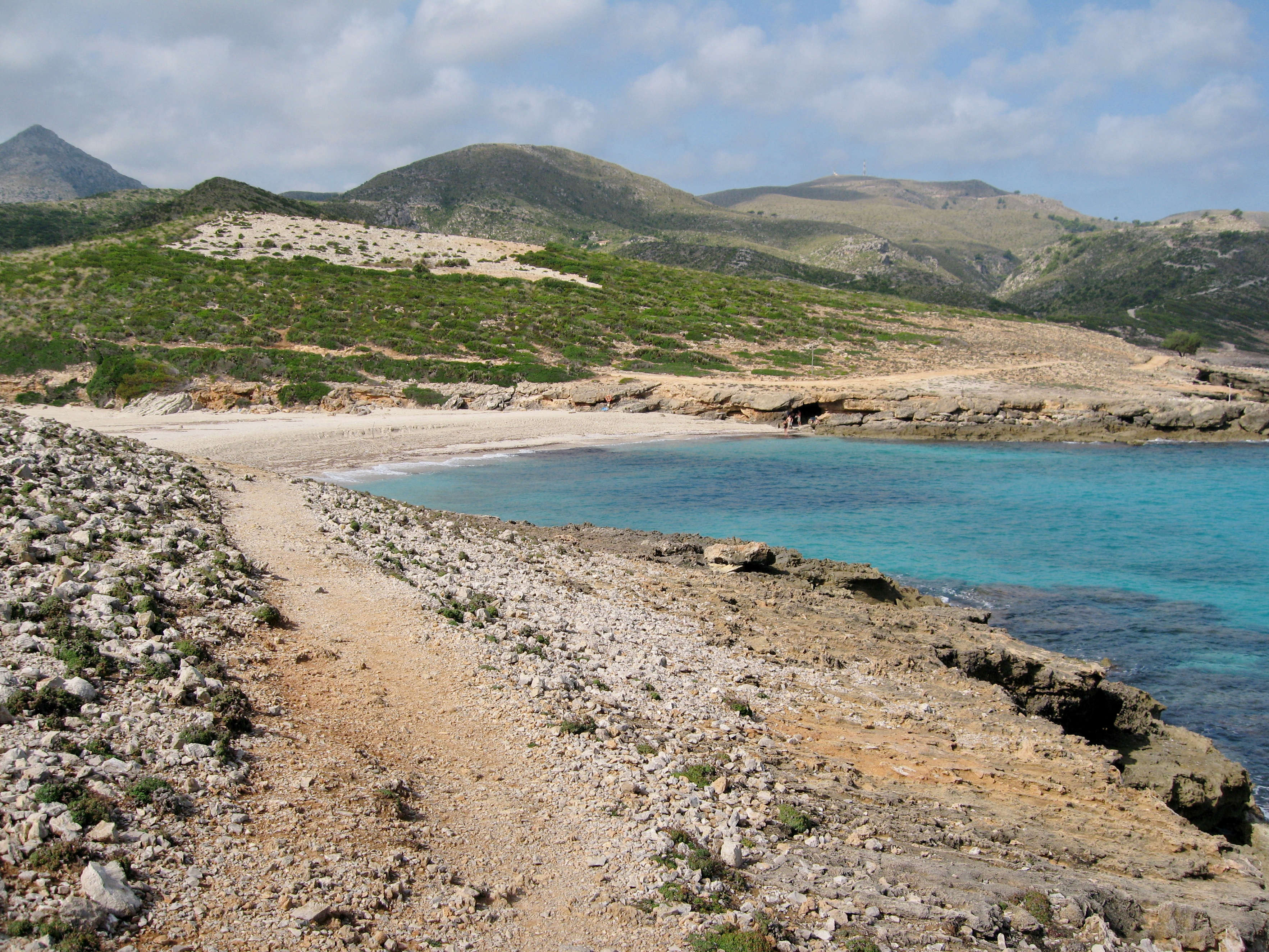
Cala de sa Font Celada

Gelegen im nördlichen Teil der Gemeinde Artà, im Gebiet von Aubarca (auch Albarca), bildet die Bucht Cala de sa Font Celada die Mündung des Torrent des Castellot, eines Sturzbaches (Torrent), der nur bei sehr starken Niederschlägen sein Wasser ins Meer entlässt. Hinter dem Strand bleibt meist ein kleiner Brackwasser-Teich zurück.
Der flache Strand der Bucht mit feinem goldglänzenden Sand ist nur zu Fuß auf dem Weg entlang der Küste zwischen der Cala Estreta und dem Cap de Ferrutx oder per Geländewagen über Privatgrundstücke beziehungsweise die öffentlichen Landgüter des Parc natural de la península de Llevant erreichbar. Die Entfernung zur östlich gelegenen Cala Estreta beträgt etwa vier Kilometer. Bedingt durch Süßwasserquellen ist das Meerwasser hier etwas kühler als an anderen Stränden.

## Zugang
Von Artà kommend die Landstraße MA-15 Richtung Cala Rajada, anschließend der Beschilderung zur Cala Torta folgen. Am rechtsseitigen Abzweig zur Cala Torta den geraden Straßenverlauf in Richtung Cala Estreta wählen. Hier endet die Straße und der Küstenwanderweg Richtung Westen führt dann nach sa Font Celada.